# Nilson Cortés
Nilson Cortés (Florencia, Caquetá, Colombia; 29 de marzo de 1977) es un exfutbolista colombiano. Jugaba de mediocampista.

## Clubes
| Club             | País     | Año       | Partidos | Goles |
| ---------------- | -------- | --------- | -------- | ----- |
| Girardot F. C.   | Colombia | 1997-1998 | ?        | ?     |
| Santa Fe         | Colombia | 1999-2001 | ?        | ?     |
| Millonarios      | Colombia | 2002      | ?        | ?     |
| Boyacá Chicó     | Colombia | 2003-2007 | 132      | 2     |
| Once Caldas      | Colombia | 2007-2009 | 91       | 0     |
| Deportes Quindío | Colombia | 2010      | 16       | 1     |
| Unión Magdalena  | Colombia | 2011-2012 | 39       | 0     |

## Palmarés

### Campeonatos nacionales
| Título          | Club         | País     | Año  |
| --------------- | ------------ | -------- | ---- |
| Primera B       | Bogotá Chicó | Colombia | 2003 |
| Torneo Apertura | Once Caldas  | Colombia | 2009 |